# Johan Lundström
Dr. Johan N. Lundström (1973) es un biólogo y psicólogo sueco.
Obtuvo su doctorado en 2005 de la Universidad de Uppsala y es conocido por su trabajo quimiosensorial, y actualmente trabaja en el Monell Chemical Senses Center. Sus experimentos implican el uso de neuroimagen y pruebas del comportamiento humano. El grupo de Johan Lundström del departamento de neurociencia clínica actualmente lleva a cabo investigaciones básicas sobre la comprensión de la función neuronal y conductual del sistema olfativo y cómo interactúa con otros sentidos para comprender nuestro entorno en la salud y la enfermedad.